# 카사바족
카사바족(cassava族, 학명: Manihoteae 마니호테아이[*])는 크로톤아과의 족이다. 2속으로 이루어져 있다. 카사바 등을 포함하고 있다.

## 하위 분류
- 카사바속(Manihot Mill.)
- Cnidoscolus Pohl